# Sfera
Sfera este un film românesc din 1998 regizat de Virgil Mocanu.